# Marcillé (Deux-Sèvres)
Marcillé ist eine französische Gemeinde mit 726 Einwohnern (Stand 1. Januar 2022) im Département Deux-Sèvres in der Region Nouvelle-Aquitaine. Sie gehört zum Arrondissement Niort und zum Kanton Melle.
Sie entstand mit Wirkung vom 1. Januar 2019 als Commune nouvelle durch die Zusammenlegung der früheren Gemeinden Saint-Génard und Pouffonds, die seither in der neuen Gemeinde den Status einer Commune déléguée haben. Die Mairie befindet sich in Saint-Génard.

## Gliederung
| Ortsteil                       | ehemaliger INSEE-Code | Fläche (km²) | Einwohnerzahl zum 1. Januar 2017 |
| ------------------------------ | --------------------- | ------------ | -------------------------------- |
| Saint-Génard (Verwaltungssitz) | 79251                 | 11,07        | 351                              |
| Pouffonds                      | 79214                 | 07,15        | 409                              |

## Lage
Nachbargemeinden sind Melle im Westen, Fontivillié im Osten und Chef-Boutonne im Süden.